# Crash of the Titans
 (mars 2020).
Si vous disposez d'ouvrages ou d'articles de référence ou si vous connaissez des sites web de qualité traitant du thème abordé ici, merci de compléter l'article en donnant les références utiles à sa vérifiabilité et en les liant à la section « Notes et références ».
Crash of the Titans est un jeu vidéo de plates-formes développé par Radical Entertainment et édité par Sierra Entertainment. Chronologiquement, il est le sixième épisode de la série Crash Bandicoot, mais le quatorzième en comptant les jeux non-canons. Le jeu est sorti en 2007 sur PlayStation 2, Xbox 360, Wii, PlayStation Portable. D’autres versions sont aussi éditées sur Nintendo DS et Game Boy Advance, et ont été développées par Amaze Entertainment. Le titre du jeu est une référence au film Clash of the Titans ; la majorité des noms de niveaux comportent des références cinématographiques.

## Histoire
Après avoir été humilié en ayant été contraint de faire équipe avec Crash Bandicoot dans Crash TwinSanity pour vaincre Victor et Moritz (les Jumeaux Maléfiques), le Docteur Neo Cortex décide de transformer les animaux de l'île Wumpa en affreux mutants. Il enlève Coco, la petite sœur de Crash Bandicoot, afin qu'elle l'aide à terminer le Doominator, arme de destruction massive programmée pour éliminer les bandicoots et réduire l'île en esclavage. Face à ce danger, Crash et Aku Aku doivent faire leur possible. Crunch a, quant à lui, été congelé par le rayon réfrigérant du dirigeable de Cortex et ne peut plus bouger. Plus tard, le Docteur Neo Cortex sera remplacé à cause d'une nouvelle défaite qui énerve Uka Uka (le jumeau maléfique de Aku Aku) ; sa nièce, Nina Cortex, prendra la relève en trahissant son oncle. Malgré ses efforts, Nina échoue néanmoins face à Crash, et le Doominator s'écrase à côté de la maison de ce dernier. Nina demande à Cortex pourquoi celui-ci l'a secourue alors qu'elle l'a trahi et repris son plan ; Cortex répond qu'il est fier d'elle. Dans l'épisode suivant (Crash : Génération Mutant), le Docteur Cortex deviendra un ennemi des bandicoots et punira tout de même Nina. À la fin de l'histoire, Crunch peut enfin bouger et Coco décide de manger des crêpes. Quant à Crash, il prononce son tout premier mot : "Des crêpes".

## Titans
Spike : Spike a un caractère furtif. Il aime bien lire des romances. Ce titan est issu d'un croisement entre un hérisson et un crabe. Il fait sa première apparition dans l'épisode 1.
Sanglier Sanglant : Le Sanglier Sanglant a des dents tranchantes, une immense et puissante mâchoire, un dangereux souffle et une grande force. Ce titan est issu d'un croisement entre un ours et un tigre à dents de sabre. Il fait sa première apparition dans l'épisode 2.
Rappeur : Le Rappeur, une créature aux couleurs vives et excentrique, préfère battre les bandicoots à distance en lançant des plumes tranchantes. Ce titan est issu d'un croisement entre une hyène et un oiseau. Il fait sa première apparition dans l'épisode 2.
Yuktopus : Le Yuktopus, un titan à tentacules géants fait sa première et seule apparition dans l'épisode 4.
Rhinoroller : Le Rhinoroller peut se mettre en boule et aplatir ses ennemis. Sa corne est très puissante. Ce titan est issu d'un croisement entre un tatou et un rhinocéros et apparait dans l'épisode 5.
Eléphant Blindé : Un hybride de crabe et d'éléphant gavé de mojo. Grâce à son souffle enflammé, il peut vaincre 3 mutants en 1 coup, mais il est néanmoins très lent. Il apparait dans l'épisode 6 et il s'agit du deuxième Titan le plus puissant du jeu.
Magmadon : Le Magmadon est un mutant fait à partir d'une tortue. Il peut se déplacer librement dans la lave et infliger de graves brûlures aux autres mutants. Il apparait pour la première fois dans l'épisode 7.
Tiny Tiger : Le bras droit de Cortex n'est plus un tigre mastodonte, il est plus intelligent, plus mature mais souffre d'un complexe d'infériorité dû au fait qu'il ne faisait pas partie des personnages jouables dans Crash Tag Team Racing. Il est le boss dans l'épisode 7.
Malodorant : Le Malodorant est un mutant mi mouffette mi vautour qui peut envoyer des boules puantes sur sa cible durant l'épisode 8.
Scorpilon : Ce mutant est mi gorille, mi scorpion. Sa queue enflammée peut détruire un grand nombre de mutants. Il apparait dans l'épisode 9 et c'est le plus puissant des Titans du jeu.
Frigirat : Le Frigirat a des griffes tranchantes de glace et il peut geler ses ennemis grâce à sa glace. Il apparait dans l'épisode 11.
Sludge : Le Sludge est une créature faite à partir d'une grenouille et d'un caméléon. Il apparait dans l'épisode 9.
N-Gin : Le bras droit de Cortex complètement dingue, masochiste, efféminé, suicidaire et idiot. L'affrontement se déroule dans son laboratoire (en forme de Statue de la Liberté), il est le boss de l'épisode 13.
Typhon : Le Typhon est un mutant fait à partir d'une chauve-souris. Il peut envoyer des tourbillons de vent avec ses ailes tranchantes et apparait dans l'épisode 14.
Électrique : L'Électrique est un mutant fait à partir d'une anguille. Il électrocute ses ennemis par contact ou en les frappants depuis les cieux(foudre) dans l'épisode 17.
Uka-Uka : Sous les effets du rayon Evolvo, le frère jumeau maléfique d'Aku Aku se transforme en une créature faite d'écorce d'arbre. Première et seule apparition dans l'épisode 17.
Arachnina : Le Robot de Nina Cortex qui ressemble à une araignée et un gorille. Elle l'utilise pour vaincre Crash et Aku-Aku. Première et seule apparition dans l'épisode 20(Il s'agit du boss final du jeu).

## Boss selon les consoles du jeu

### Sur PS2, Wii, Xbox 360 et PSP
- Dr Néo Cortex (1er boss)
- Tiny Tiger (2e boss)
- N. Gin (3e boss)
- Uka Uka (4e boss)
- Nina Cortex (boss final)

### Sur Nintendo DS
- Dingodile (1er boss)
- N. Gin (2e boss)
- Tiny Tiger (3e boss)
- Nina Cortex (4e boss)
- Dr Néo Cortex (boss final)

### Sur GBA
- Dr Néo Cortex (1er boss et boss final)
- Dingodile (2e boss)
- Tiny Tiger (3e boss)
- N. Gin (4e boss)
- Nina Cortex (5e boss)

## Voix françaises
- Martial Le Minoux : Docteur Neo Cortex, Crunch Bandicoot, Les Ratniciens, Les Koo-alas, Les Lapins vaudous
- Sylvain Lemarié : Aku Aku
- Jérémy Prévost :  Tiny Tiger
- ? : N. Gin
- Marc Alfos : Uka Uka
- Frédérique Marlot : Coco Bandicoot,
- Claire Guyot : Nina Cortex
- Marie Nonnenmacher : Les Filles
- Stéphane Ronchewski : les singes maléfiques

## Voix originales
- Jess Harnell : Crash Bandicoot
- Debi Derryberry : Coco Bandicoot
- Lex Lang : Dr. Neo Cortex
- Greg Eagles : Aku Aku
- John DiMaggio : Uka Uka
- Nolan North : N. Gin
- Chris Williams : Crunch Bandicoot, Tiny Tiger
- Amy Gross : Nina Cortex
- Kat Feller : Gosse Fille
- Grey DeLisle : Gosse Fille
- Audrey Wasilewski : Gosse Fille
- Richard Steven Orvitz : Gosse Fille, Singe Maudit
- Darryl Kurylo : Lapin Vaudou
- Tom Kenny : Ratnicien
- Quinton Flynn : Voix additionnelles
- Matt Hill : voix additionnelles
- Danny Mann : voix additionnelles